# Umburatiba (kommun)
Umburatiba är en kommun i Brasilien.   Den ligger i delstaten Minas Gerais, i den sydöstra delen av landet, 800 km öster om huvudstaden Brasília. Antalet invånare är 2 700.
Följande samhällen finns i Umburatiba:
- Umburatiba

Omgivningarna runt Umburatiba är huvudsakligen savann. Runt Umburatiba är det mycket glesbefolkat, med 6 invånare per kvadratkilometer.